# Spergularia nicaeensis
Spergularia nicaeensis é uma espécie de planta com flor pertencente à família Caryophyllaceae. 
A autoridade científica da espécie é Sarato ex Burnat, tendo sido publicada em Fl. Alpes Marit. 1: 269. 1892.

## Portugal
Trata-se de uma espécie de presença duvidosa no território português, nomeadamente em Portugal Continental.
Em termos de naturalidade é nativa da região atrás referida.

## Protecção
Não se encontra protegida por legislação portuguesa ou da Comunidade Europeia.